# Емануил Мешчерски
Емануил Николаевич Мешчерски (на руски: Эммануил Николаевич Мещерский) е руски аристократ – княз, офицер, полковник и флигел-адютант. Участник в Руско-турската война (1877 – 1878).

## Биография
Емануил Мешчерски е роден на 4 февруари 1832 г. в Русия в семейството на потомствен дворянин от княжеския татарски род Мешчерски. Родовото им имение е в Лотошино. Възпитание получава в частни училища, след което постъпва в армията като унтер – офицер. Ориентира се към военното поприще. Служи в Кабардинския пехотен полк (1857).
Участва в кампанията против планинските племена в Аухе и Голяма Чечня (1858 – 1859) и е награден с орден.
Произведен е в първо офицерско звание прапорщик и е изпратен в руското посолство в Брюксел. По време на пребиваването в Брюксел е зачислен в Сумския хусарски полк с повишение във военно звание корнет (1861). Последователно е повишен във военно звание поручик, щабротмистър и флигел-адютант (1862, 1863, 1867). Прехвърлен в Лейб-гвардейски хусарски полк (1866).
Княз Емануил Мешчерски не е дълго време в строя, но зад граница преминава през много кралски дворове. Повишен е във военно звание ротмистър (1870). Изпратен е като руски военен агент в пруската армия по време на Франко-пруската война (1870 – 1871).
Завръща се от задграничната командировка с повишение във военно звание полковник и назначение в Генералния щаб (1871). Следва мисия при при германския император в Берлин (1872). Изпратен е с поръчение в Швеция и съпровожда шведския крал при визитата в Русия (1875).
Зачислен е в учебната пеша артилерийска батарея (1876), а по-късно е командир на 1-ва батарея от 14-а артилерийска бригада.
Участва в Руско-турската война (1877 – 1878) командир на 1-ва батарея от 14-а артилерийска бригада. Бие се храбро при отбраната на Шипченския проход през септември 1877 г.. Отбранява района на района на връх Свети Никола. Загива рано сутринта на от неприятелски куршум при отбиването на поредната турска атака на войските с командир Сюлейман паша на 5/17 септември 1877 г. Тялото му е пренесено за погребение в Санкт Петербург по Николаевския железен път, съпроводено от унтер-офицер от неговата команда. Погребан е на 15/27 септември 1877 г. в Александро-Невската лавра на Санкт Петербург.

## Награди
руски:
- орден Свети Владимир IV степен
- орден Света Анна III степен
- орден Свети Станислав III степен
- златно оръжие „За храброст“
- знак „За отличие“ на военния орден IV степен
- кръст „За служба в Кавказ“
- сребърен медал „За покоряването на Чечня и Дагестан“

чуждестранни:
- „Командорски кръст“ с корона на ордена на Червения орел II степен (Прусия)
- орден „Железен кръст“ II степен (Прусия)
- бронзов медал „За участие във Франко-пруската война 1870 – 1871 г.“ (Прусия)

- „Командорски кръст на ордена на Леополд“ (Австрия)
- „Командорски кръст на ордена на Желязната корона“ (Австрия)

- „Орден на Меча“ II степен със звезда (Швеция)

- орден „Свети Олаф“ II степен със звезда (Норвегия)
- „Командорски кръст на Виртембергската корона“ (Норвегия)
- „Командорски Кръст на ордена на Леополд“ (Белгия)
- офицерски „Кръст на ордена на Дъбовата корона“ (Нидерландия)
- офицерски „Кръст на ордена на Даннеброг“ (Дания)

## Семейство
- баща – Николай Иванович княз Мешчерски,
- майка – Александра Ивановна Трубецкая княгиня Мешчерска,
- сестра – Екатерина Николаевна княгиня Мешчерска – Убри,
- съпруга – Мария Грефин фон Берг
- дъщеря – Леонила (Нели) Фюрстин – фон Гернет